# ビー・アライヴ
「ビー・アライヴ」（"Be Alive"）は、アメリカ合衆国の歌手、ソングライターのビヨンセによる曲である。ビヨンセとディクソンは2021年の伝記・ドラマ映画『ドリームプラン』のためにこの曲を制作した。曲は2021年11月12日にパークウッド・エンターテインメントより発表された。
曲は高く評価され、ゴールデングローブ賞主題歌賞、クリティクス・チョイス・ムービー・アワード 歌曲賞、アカデミー歌曲賞などにノミネートされた。ビヨンセがアカデミー賞候補となるのはこれが初めてであった。

## 背景と公開
「ビー・アライヴ」はアメリカ合衆国の歌手、ソングライターのビヨンセがウィル・スミス演じるリチャード・ウィリアムズが娘のテニス選手のビーナスとセリーナ・ウィリアムズを指導する物語である2021年の伝記・ドラマ映画『ドリームプラン』のために収録した曲である。
ビヨンセは『ドリームプラン』の試写会に参加し、ビーナスとセリーナ・ウィリアムズにインスピレーションを受けたことからこの映画のために曲を書くことを決意した。ウィル・スミスはこの曲について「映画と楽曲の結婚はエンターテインメントにおいて他に類を見ない魔法のようなもの」とコメントした。セリーナは「この曲をやれるのはビヨンセ以外にいない」、「（ビヨンセの）心の中でもこの曲が自分のものであることは疑いの余地がなかったのです」と説明した。セリーナは自分とビーナスがビヨンセと同様の人生を歩んできたことを指摘し、3人とも幼少期から目標に向かってトレーニングし、両親共に自分のキャリアに大きく関わってきたと述べた。
「ビー・アライヴ」は本物のウィリアムズ家のアーカイヴ映像を使用した『ドリームプラン』のエンドクレジットで流れた。『ドリームプラン』は2021年9月2日にテルライド映画祭でプレミア上映された後に11月19日より一般公開された。この曲もまた映画祭で初披露され、参加者を驚かせた。曲はBFIロンドン映画祭での映画プレミアの出席者から歓声で迎えられた。2021年10月21日、この曲のティーザーが使用された『ドリームプラン』の「公式『ビー・アライヴ』予告編」が公開された。曲のティーザーはウィリアムズ姉妹とウィル・スミスによってソーシャルメディアでシェアされた。

## 制作
この曲はインスピレーションと力を与える歌詞でウィリアムズ姉妹がそのキャリアを通じて歩んだ道のりを思い起こさせる。歌詞には黒人の誇り、姉妹愛、家族についてのメッセージが含まれており、『ドリームプラン』のテーマとリンクしている。音楽的にはドラムを多用しビート、ギターのリック、グリズリーベースを用いた力強いバラードである。ビヨンセのボーカルは「壮大」「パワフル」「舞い上がる」と評され、重ねられたボーカル・ハーモニーに支えられたものである。

## 批評家の反応
「ビー・アライヴ」は公開と同時に批評家から絶賛された。『ビルボード』のジェイソン・リプシュッツは「ビー・アライヴ」の発表を「事件」と表現し、ビヨンセの「特異な声と豊かなハーモニー」と「黒人芸術と文化の賞賛としてプライドと美しさを放つ歌詞」を賞賛した。『バラエティ』のクレイトン・デイヴィスはこの曲を2014年の『グローリー/明日への行進』の「グローリー」と比較しながら『ドリームプラン』の「とても高揚する」締めくくりであると評し、同誌のジャズ・タンケイは「映画のグローブにようにフィットする高鳴るバラード」だと評した。『Bustle』での寄稿でヒュー・マッキンタイアはこの曲を「素晴らしく、現代的でオリジナル」と評し、その「素晴らしい構成、あらゆる意味で堅実で力づけるもの」を強調した。『メトロ』のレイチェル・オコナーはこの曲を「紛れもないビヨンセのアンセム」と表現し、彼女のボーカル・パフォーマンスと「パワフル」なリリシズムを賞賛した。『ロサンゼルス・タイムズ』紙のグレン・ウィップはこの曲を「瞬時に惹きつけられるオリジナル・ナンバー」と呼び、映画のプレミアのハイライトと評した。『ヴァニティ・フェア』のヨハナ・デスタはこの「アンセミック」な曲は「ド迫力で美しいハーモニーのモチベーション・ナンバー」であると評した。『ホット・プレス』のメリル・プレンダーガストは「衝撃的」、「象徴的なアンセム」と評した。

## 受賞とノミネート
| 年   | 授賞式                                     | 部門                   | 結果       | 参照   |
| ---- | ------------------------------------------ | ---------------------- | ---------- | ------ |
| 2021 | ハリウッド・ミュージック・イン・メディア賞 | フィーチャー映画歌曲賞 | ノミネート | [ 30 ] |
| 2022 | アカデミー賞                               | 歌曲賞                 | ノミネート | [ 31 ] |
| 2022 | ブラック・リール賞                         | 歌曲賞                 | ノミネート | [ 32 ] |
| 2022 | クリティクス・チョイス・アワード           | 歌曲賞                 | ノミネート | [ 33 ] |
| 2022 | ゴールデングローブ賞                       | 主題歌賞               | ノミネート | [ 34 ] |
| 2022 | ハリウッド批評家協会映画賞                 | 歌曲賞                 | 受賞       | [ 35 ] |
| 2022 | サテライト賞                               | 主題歌賞               | ノミネート | [ 36 ] |

## クレジットとパーソネル
- ビヨンセ – ボーカル、ソングライティング、プロダクション
- ディクソン – ソングライティング、プロダクション[37]
- スチュアート・ホワイト – レコーディング、ミキシング
- コリン・レオナルド – マスタリング

## チャート
| チャート (2021)                           | 最高 順位 |
| ----------------------------------------- | --------- |
| ニュージーランド・ホット・シングル (RMNZ) | 36        |
| 南アフリカ (RISA)                         | 99        |
| US Digital Songs (Billboard)              | 40        |